# هنري يموان
هنري يموان (بالفرنسية: Éditions Henry Lemoine)‏ هو موسيقي وملحن فرنسي، ولد في 21 أكتوبر 1786 في باريس في فرنسا، وتوفي بنفس المكان في 18 مايو 1854.

## وصلات خارجية
- الموقع الرسمي
- هنري يموان على موقع ميوزك برينز (الإنجليزية)